# Eugen Skasa-Weiß
Eugen Skasa-Weiß; Pseudonym: O. Skalberg (* 22. Februar 1905 in Nürnberg; † 17. Oktober 1977 in London) war ein deutscher Schriftsteller und Journalist.

## Leben
Nach dem Studium der Germanistik und Theaterwissenschaft in Kiel, Königsberg und Köln war Skasa-Weiß als Redakteur in Köln tätig. Während des Zweiten Weltkriegs wurde seine Wohnung 1943 durch einen Bombenangriff zerstört. Die Familie Skasa-Weiß zog daraufhin in das elterliche Haus nach Markt Grafing. Dort lebte er schließlich als freier Schriftsteller und Journalist. Er schrieb Kritiken, Reiseberichte, Plaudereien und veröffentlichte über dreißig Bücher.
Er galt als einer der Meister des klassischen Feuilletons in der Nachfolge von Alfred Polgar, Victor Auburtin und Peter Bamm.
Sein ältester Sohn Ruprecht Skasa-Weiß wurde 1936 geboren und war von 1963 bis 2001 Feuilletonredakteur der Stuttgarter Zeitung und bis zu seiner Pensionierung 2001 als Mitarbeiter der Zentralredaktion bei dem Verlag Klett-Cotta tätig.
Sein 1942 geborener Sohn Michael Skasa ist Radiomoderator, Autor, Theaterkritiker und war bis Dezember 2011 fast 40 Jahre lang der Gestalter der vormittäglichen „Sonntagsbeilage“ auf Bayern 2 im Bayerischen Rundfunk.

## Werke
- Quartett in kurzen Hosen: Vergnügliche Geschichten mit 4 Buben. Stalling, Oldenburg; Hamburg 1956.
- Bonn streng geheim! Knospen und Dornen aus dem Bonner Rosengarten. Stalling, Oldenburg; Hamburg 1956.
- Herzensleid einer englischen und einer französischen Katze. Buchheim, Feldafing 1957.
- Tiere wie du und ich: Von mehreren Seiten betrachtet. Buchheim, Feldafing 1958.
- Das eigen- und einzigartige Annoncen Album: Bd. 1. Buchheim, Feldafing 1958.
- Blütenzauber aus China: Farbholzschnitte. Buchheim, Feldafing 1958.
- Verspielte Tänze - kleiner Flirt : Française, Cotillon, Polonaise. Wie sie entstanden u. wie man sie heute tanzt. Ehrenwirth, München 1959.
- Die schnarchenden Gazellen: Versteckte Liebeserklärungen unter 4 Augen. Stalling, Oldenburg; Hamburg 1959.
- Bambushalm und Pfirsichblüte: Farbholzschnitte aus der Pekinger Werkstätte. Buchheim, Feldefing 1959.
- ...selbst in den besten Tierkreisen. Ehrenwirth, München 1960.
- Oh diese Babys: Liebenswerte Mitbürger festgehalten in 43 Fotos. Umschau Verlag, Frankfurt am Main 1960.
- Die laustige Phantasie: Lustige Bübereien. Droste, Düsseldorf 1961.
- Graf Erlenbar. V. Schröder, Hamburg 1962.
- Des Alleinseins müde...: Leichtfasslicher Leitfaden für Heiratslustige. Buchheim, Feldafing 1962.
- Blütenlese in Gärten: Blick über Zäune und Hecken. Obst- und Gartenbauverlag, München 1962.
- Die skurrilen Abenteuer des Grafen Erlenbar: Heteramouröse Erlebnisse. Goldmann, München 1964.
- Wo versteckt man Liebesbriefe? Geschichten unter 4 Augen. Goldmann, München 1966.
- Mütter, Schicksal grosser Söhne. Stalling, Oldenburg; Hamburg 1966.
- Monate machen Geschichte: Eine heiter-besinnliche Chronik der Jahrhunderte. Stalling, Oldenburg; Hamburg 1966.
- Deutschlands heimlicher Zauber. Bruckmann, München 1966.
- Verliebt und heiter. Stieglitz-Verlag Händle, Mühlacker 1967.
- Gott hat mich benachteiligt: Genie und Missgestalt in 11 historischen Porträts. Lübbe, Bergisch Gladbach 1967.
- Das sind Lausbuben: 22 lustige Geschichten. Goldmann, München 1967.
- Selbst in den besten Tierkreisen: Eine heitre Astrologie. Goldmann, München 1968.
- Gärten, die erreibaren Paradiese. Bruckmann, München 1968.
- Auch Deutsche lachen. Erdmann, Tübingen und Basel 1969.
- Zimmerherr mit schwarzer Katze: Heiteres und Nachdenkliches über Katzen. Goldmann, München 1969.
- Demoiselle Clairon, Ansbachs kleine Landesmutter: Vorgestellt. Glock und Lutz, Nürnberg 1969.
- Deutschland, deine Franken: Eine harte Nuss in Bayerns Maul. Hoffman und Campe, Hamburg 1971, ISBN 3-455-07260-7.
- Amors fliegender Mantelknopf: Heiter-skurrile Geschichten. Goldmann, München 1971.
- So lacht Germania: Humor zwischen Isar und Elbe. Herder, Freiburg im Breisgau; Basel; Wien 1971.
- Traumstraßen Deutschlands. Süddeutscher Verlag, München 1973, ISBN 3-7991-5744-1.
- Wunderwelt der Technik im Deutschen Museum. Droemer-Knaur, München; Zürich 1975, ISBN 3-426-04582-6.
- Heitere Botanik. Herbig, München; Berlin 1975, ISBN 3-7766-0711-4.
- Bürobrüller, nicht wie du und ich. Herder, Freiburg im Breisgau; Basel; Wien 1976, ISBN 3-451-07567-9.
- Vier in Lederhosen: Lausbubengeschichten, auch mit Mädels. Herder, Freiburg im Breisgau; Basel; Wien 1977, ISBN 3-451-07609-8.
- Ins Land der Franken fahren. Süddeutscher Verlag, München 1977, ISBN 3-7991-5873-1.
- Picasso, anekdotisch. J.D. Broelemann, Bielefeld 1980.
- Von hinten besehen: Feuilletons. Klett-Cotta, Stuttgart 1984, ISBN 3-608-95332-9.
- Kinderstube der Tiere. Reich, München 1986, ISBN 3-87668-921-X.
- Die Kunst zu schnurren: Die schönsten Katzengeschichten. Schöffling & Co., Frankfurt am Main 1998, ISBN 3-89561-702-4.
- Blühendes Leben: Von Blumen, Beeren und Bäumen. Schöffling & Co., Frankfurt am Main 2018, ISBN 978-3-89561-656-3.

## Auszeichnungen
- 1966: Tukan-Preis
- 1968: Theodor-Wolff-Preis
- 1970: Schwabinger Kunstpreis

## Zitate
„Die Katze ist das Tier, zu dem sich Göttinnen, Dichter, Maler, Hexen, Zauberer und Kinder fasziniert niederbeugen.“

„Die Katze hat sich vorgenommen, dem Menschen ein Rätsel zu bleiben und aus großer Distanz durchblicken zu lassen, daß sie kein Mensch sein möchte.“